# Milo Moiré
Sue Pruzina  (Lucerna, Suiza, 7 de mayo de 1983), conocida como Milo Moiré, es una artista, actriz pornográfica y modelo suiza, conocida por sus performances desnuda y por el uso de su cuerpo en su arte.
Moiré nació en Suiza, con ascendencia eslovaca y española. La artista estudió psicología en la Universidad de Berna y trabaja desde Düsseldorf, Alemania. Moiré es conocida por sus performances artísticas que incluyen PlopEgg, The Script System No.2, y Mirror Box.

## Biografía
De origen eslovaco y español, Moiré nació en 1983 en Suiza, donde se diplomó en dibujo y pintura en 2002 y se graduó en psicología en 2011 en la Universidad de Berna. Comenzó como corista de televisión y modelo y luego como pintora de inspiración expresionista y surrealista. Actualmente vive y trabaja en Düsseldorf, Alemania, junto a su compañero y agente, el fotógrafo P. H. Hergarten (alias Peter Palm), del que también es musa inspiradora, colaboradora y modelo de desnudo.
En 2015 en París estuvo detenida durante unas horas por la policía por ofrecerse a que la fotografiaran desnuda con cualquiera que quisiese hacer una "selfie" con ella en el Palacio de Chaillot. En junio de 2016 en Londres fue sometida a arresto policial por 24 horas, procesada y multada por "actos obscenos en un lugar público" porque, para realizar su actuación "Mirror Box", en la cual se dejaba sentir sus senos y masturbar por los transeúntes en Trafalgar Square.
En la actualidad realiza pornografía en directo a diario que puede visualizarse previo pago a través de su web y su redes sociales.